# 미니 이스라엘

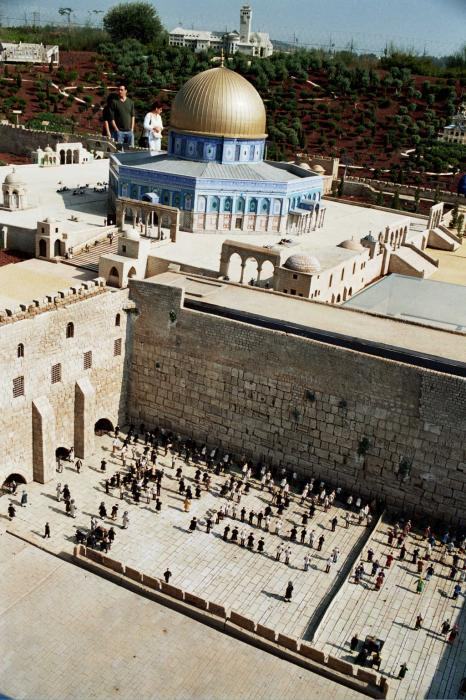
미니 이스라엘

미니 이스라엘(히브리어: מיני ישראל)은 이스라엘에 위치한 미니어처 테마파크이다.

## 사진

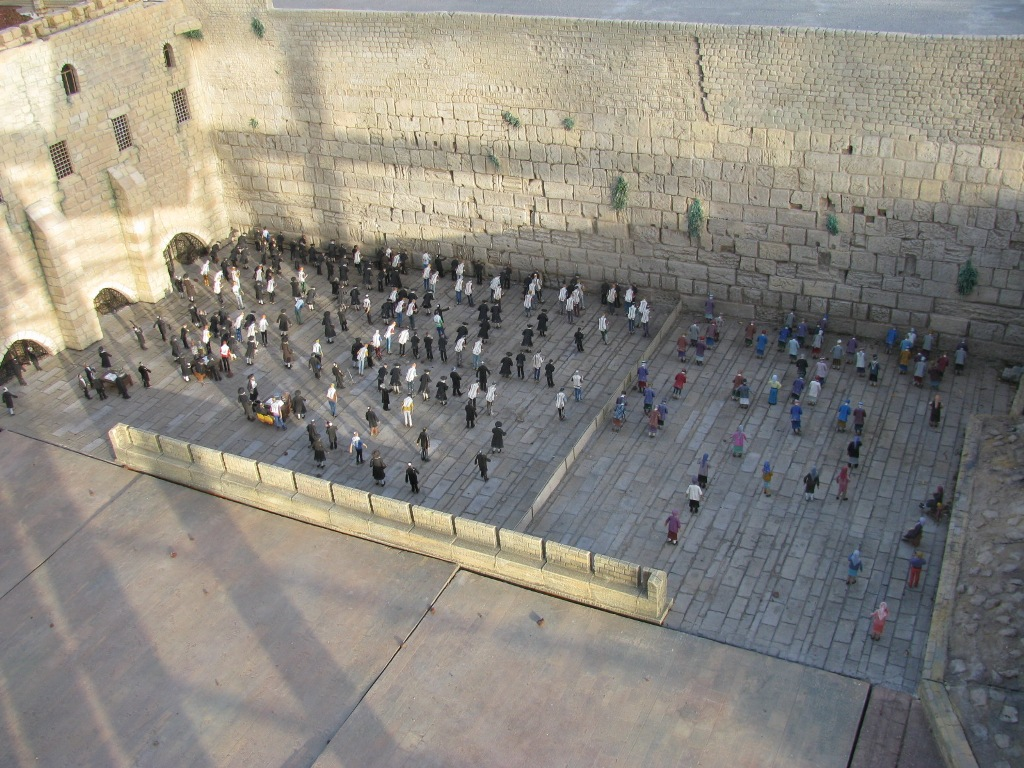
통곡의 벽 미니어처
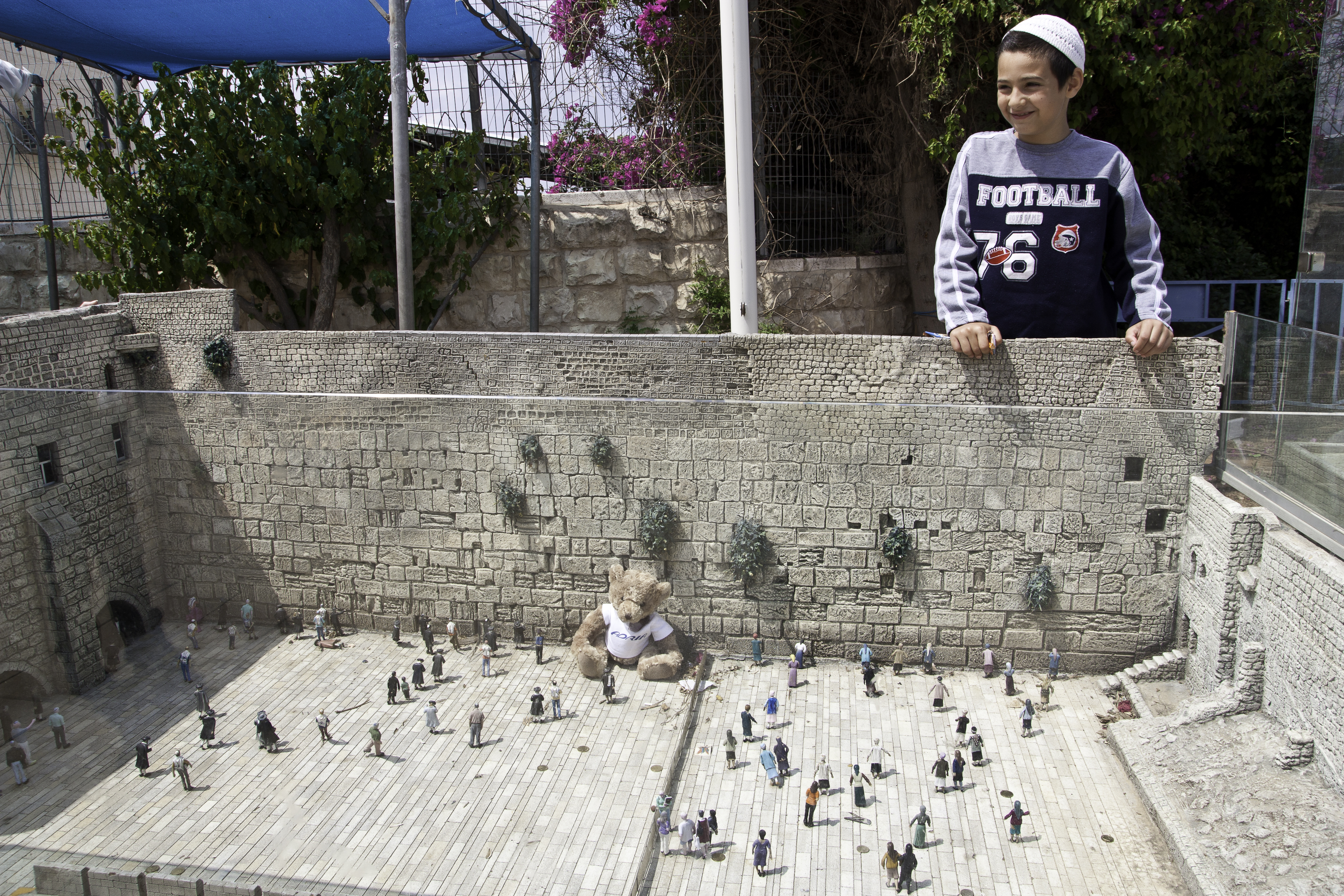
바위의 돔 미니어처